# Ламе-Флери, Эрнест Жюль Фредерик
Эрнест Жюль Фредерик Ламе-Флери (фр. Ernest Jules Frédéric Lamé-Fleury; 27 мая 1823 — 28 июля 1903) — французский инженер и юрист. Сын писателя Жюля Реймона Ламе-Флери.

## Биография
В 1845 году окончил Политехническую школу.
В 1862 году получил кафедру административного права в Горной школе (École des mines), в 1868 году стал секретарём Главного горного совета (Conseil général des mines) и участвовал во временной комиссии, заменявшей, после падения Империи, Государственный совет. С 1876 по 1879 год занимал должность директора Горного управления, a позже был главным инспектором Горного ведомства и членом Государственного совета вплоть до выхода в отставку в 1894 году.
Ламе-Флери был известен благодаря изданию сборника законов, касающихся горного и железнодорожного дела.